# Radiotelevisión del Principado de Asturias
A Radiotelevisión del Principado de Asturias (em asturiano Radiotelevisión del Principáu d'Asturies) é uma empresa pública criada em 2005 e pertencente ao Principado das Astúrias. É formada pela Televisión del Principado de Asturias, SA (TPA) e Radio del Principado de Asturias, SA (RPA). A televisão iniciou as suas emissões regulares em meados de 2006 para todo o Principado.